# ضغط الأقران
ضغط الأقران أو ضغط النظائر هو التأثير الذي تمارسه مجموعة الأقران أو المراقبون أو شخص ما لتشجيع الآخرين على تغيير الاتجاهات أو القيم أو السلوكيات بهدف الامتثال لمعايير المجموعة. تتضمن المجموعات الاجتماعية التي تتأثر المجموعات ذات العضوية التي يكون فيها الأفراد أعضاء «رسميًا» (مثل الأحزاب السياسية والنقابات العمالية) أو جماعة اجتماعية لا يتضح فيها تعريف العضوية. قد يرغب الشخص المتأثر بضغط الأقران في الانتماء لهذه المجموعات وقد لا يرغب في هذا، وربما أيضًا يميز المجموعات المنفرة التي لا يود الارتباط بها وبهذا يسلك مسلكًا معاكسًا لسلوكياتها.[بحاجة لمصدر]
الشباب هي الفئة الأكثر شيوعًا للارتباط بضغط الأقران، ويرجع هذا جزئيًا إلى قضاء معظم الشباب لوقت طويل في المدارس والمجموعات الثابتة الأخرى التي لا يختارونها، كما أنه يُنظر إلى الشاب على أنه ناقص للنضج في التعامل مع الضغط الذي يمارسه الأصدقاء، هذا بالإضافة إلى أنهم أكثر رغبة في التصرف بشكل سلبي تجاه من ليسوا أعضاء من مجموعات أقرانهم.
يمكن أن يكون لضغط الأقران تأثيرات إيجابية إذا مارس الأقران الضغط للتغير تجاه سلوك إيجابي مثل التطوع لعمل الخير أو التفوق في الدراسة أو الألعاب الرياضية، ويتضح هذا على الأكثر بين الشباب الذين يملؤهم النشاط لممارسة الرياضات أو الأنشطة الأخرى الخارجة عن المنهج التي يصل فيها مدى الامتثال لمجموعة الأقران لأقصاه.

## سلوك المخاطرة
في حين أن الأطفال الذي يتمتعون بالقبول الاجتماعي عادة ما تسنح لهم الفرص الأكبر وتتاح لهم الخبرات الأكثر إيجابية، إلا أن الأبحاث توضح أن التواجد في مجموعة محبوبة قد يكون عامل مخاطرة لاكتساب السلوك المنحرف بدرجة تتراوح من الخفيفة إلى المتوسطة.[بحاجة لمصدر] يتسم المراهقون المحبوبون بأنهم الأكثر اختلاطًا بين مجموعات أقرانهم لذا فهم عرضة لضغوط الأقران، وعادة ما يكون سلوكيات هؤلاء متحفظة تجاه الأشخاص الذين لديهم درجة أعلى من النضج والفهم. عادةً ما يتم قبول الأطفال المقبولين اجتماعيًا بسبب الحقيقة المحضة أنهم يمتثلون جيدًا لمعايير ثقافة المراهقين، بما فيها أوجه الخير والشر. ويكون المراهقون المحبوبون أكثر ارتباطًا بالأمور التي يحبها مجموعة الأقران مثل الكحول والتبغ والمخدرات. كما وضح بعض الطلاب أن الكثير من الطلاب المحبوبين يحققون درجات أقل من الأطفال الأدنى منهم قبولاً اجتماعيًا، وربما يرجع هذا إلى أن الطلاب المحبوبين قد يقضون أوقاتًا أطول حرصًا منهم على الحياة الاجتماعية بدلاً من الدراسة. وعلى الرغم من قلة عوامل المخاطرة المقترنة بالشهرة والشعبية، إلا أن درجة السلوك المنحرف عادة ما تتراوح بين الخفيفة إلى المتوسطة، وبغض النظر عن هذا، يوفر القبول الاجتماعي عوامل وقاية عامة أكثر من عوامل المخاطرة.

## الامتثال على طريقة آش
تجارب آش للامتثال عبارة عن سلسلة من الدراسات المختبرية نشرت في الخمسينيات من القرن العشرين وأوضحت درجة مدهشة من الامتثال لرأي الأغلبية، كما عُرفت أيضًا باسم نموذج آش (Asch Paradigm).
طلبت التجارب التي تولى رئاستها سولومون آش من كلية سوارثمور من مجموعات الطلاب المشاركة في «اختبار بصري»، وفي الواقع، كان جميع المشاركين إلا واحدًا منهم متحالفين مع القائم بالتجربة، والحقيقة أن الدراسة كانت عن مدى استجابة الطالب المتبقي لسلوك المتحالفين.

## الموجة الثالثة
في إطار دراسة ألمانية النازية، كانت الموجة الثالثة تجربة لتوضيح مدى الانجذاب للفاشية، وأجراها مدرس التاريخ رون جونز على طلاب السنة الثانية من المدرسة الثانوية الذين يحضرون صف التاريخ المعاصر، وأجريت التجربة في مدرسة كوبرلي الثانوية بمدينة بالو ألتو بولاية كاليفورنيا خلال الأسبوع الأول من أبريل 1967. وبعد أن تعذر على جونز تفسير ادعاء الجماهير الألمانية الجهل بوقوع إبادة الشعب اليهودي للطلاب، قرر أن يعرض لهم ذلك عمليًا. فبدأ جونز حركة تسمى «الموجة الثالثة» وأقنع الطلاب أنها حركة للقضاء على الديموقراطية، وكانت الديموقراطية التي تؤكد على الفردية تعتبر خللاً في الديموقراطية، واستغل جونز هذه الحقيقة وأكد على هذه النقطة في شعار الحركة: «القوة من خلال النظام، القوة من خلال المجتمع والقوة من خلال الأفعال والقوة من خلال الأمجاد». هذا وتعد تجربة الموجة الثالثة مثالاً لسلوك المخاطرة في مواقف ضغط الأقران الفاشستي.
إن ضغط الأقران وسيلة مفيدة لتحقيق القيادة، فبدلاً من التفويض المباشر للمهام وطلب تحقيق النتائج، يتم حث الموظفين في هذه الحالة للقيام بسلوك الأداء والإبداع بدافع ذاتي من خلال مشاعر المقارنة بينه. ويمكن استغلال ضغط الأقران في بيئة العمل بعدة طرق، منها التدريب واجتماعات الفريق، ففي التدريب، يتواصل عضو الفريق مع أشخاص من مؤسسات أخرى يشغلون وظائف مشابهة، أما في اجتماعات الفريق، فهناك مقارنة ضمنية بين أفراد الفريق لاسيما إذا كان جدول أعمال الاجتماع يتضمن تقديمًا للنتائج وعرضًا لحالة تحقيق الأهداف.

## الآليات العصبية
يحدد تصوير الأعصاب أن الجزيرة الأمامية والحزام الأمامي هي الأجزاء الأساسية في المخ التي تحدد ما إذا كان الأشخاص يمتثلون في أدائهم بمجموعة الأقران فيما يخص الأفعال التي تجعلهم محبوبين.

## الشرح
قدم عالم النفس الاجتماعي ويندي ترينور شرحًا لآلية عمل ضغط الأقران سماها التأثير لإحداث تغير في الهوية (identity shift effect) وجمع فيها بين نظريتي علم النفس الاجتماعي الرائدتين اللتين وضعهما ليون فيستنجر (حول التنافر المعرفي التي تتناول الصراع الداخلي والمقارنة الاجتماعية التي تتناول الصراع الخارجي) كوحدة واحدة. ووفقًا لفرضية ترينور الجديدة «التأثير لإحداث التغير في الهوية»، فإن عملية ضغط الأقران تتم بالآلية التالية: تتعرض حالة التوافق التي يعيشها المرء للتشويش عند مواجهة تهديد بحدوث صراع خارجي (الرفض الاجتماعي) نتيجة الإخفاق في الامتثال لمعايير المجموعة، وبالتالي يمتثل المرء لهذه المعايير، ولكن بمجرد حدوث ذلك والتخلص من هذا الصراع الخارجي، يطفو الصراع الداخلي إلى السطح (نتيجة مخالفة المعايير الذاتية)، وللقضاء على هذا الصراع الداخلي (رفض الذات)، يحدث «تغير في الهوية» يتم فيه تبني معايير المجموعة على أنها معايير ذاتية ومن ثم يتخلص من الصراع الداخلي (بالإضافة إلى التخلص من الصراع الخارجي سابقًا) فيعود المرء مجددًا إلى حالة التوافق. وبالرغم من بدء ونهاية عملية ضغط الأقران في حالة من التوافق (خالية من الصراع) نتيجة عملية الصراع وحله، إلا أن المرء يخرج بهوية جديدة - مجموعة جديدة من المعايير التي تم تبنيها لتكون جزءًا من الذات.

## مقارنةً مع المكافآت
في دراسة أجريت بمستشفى كاليفورنيا، توصل الباحثون إلى أن ضغط الأقران أكثر تأثيرًا من المكافآت في تحسين أداء العاملين في المؤسسات على المدى الطويل.